# Juez metropolitano del arzobispado de Santiago de Compostela
El Juez metropolitano del arzobispo de Santiago era un antiguo cargo judicial eclesiástico que residía en Salamanca.

## Historia
El arzobispo de Santiago tenía como diócesis sufragánea la de Salamanca desde la restauración de esta última en 1102. Como arzobispo metropolitano, el de Santiago nombraba un juez para dirimir, en segunda instancia las causas de las diócesis sufragáneas. Este cargo, al menos desde principios del siglo XVI, el tribunal tuvo sede en Salamanca.
Normalmente eran nombrados jueces metropolitanos aquellos juristas recién salidos de la Universidad de Salamanca.
Este cargo de juez metropolitano del arzobispado de Santiago en Salamanca fue, en muchos casos, el primer cargo de hombres que después harían importantes carreras en la administración o la Iglesia. Destacan, como ejemplos:
- Luis de Mercado y García Pérez de Araciel, después consejeros de Castilla.
- Martín Manso de Zúñiga, que llegaría a ser obispo de Osma.

El cargo se mantuvo, al menos hasta 1828.

### Individuales
1. ↑  «Guía del estado eclesiástico seglar y regular de España en particular, y de toda la iglesia católica en general, para el año de 1802». Guía del Estado Eclesiástico Seglar y Regular de España é Indias (Imprenta Real): 125. 1802.
2. ↑  «Guia del estado eclesiastico seglar y regular, de España en particular, y de toda la Iglesia Católica en general, para el año de 1828». Guía del Estado Eclesiástico Seglar y Regular de España é Indias (Imprenta de Sancha): 169. 1828.